# Gewone poederkorst
Gewone poederkorst (Lepraria incana) is een korstmossoort uit de familie Stereocaulaceae.

## Taxonomie
Deze soort was een van de 109 korstmossen die werden vermeld door Carl Linnaeus in zijn werk Species plantarum uit 1753. Het taxon heette oorspronkelijk Byssus incana, omdat Linnaeus het als een algensoort beschouwde. Het type-exemplaar werd verzameld op de Britse Eilanden. Linnaeus nam de soort ook op in zijn werk Flora Svecica uit 1743, een verslag van de planten en cryptogamen die in Zweden groeien. De Zweedse lichenoloog Erik Acharius bracht hem in 1803 over naar het geslacht Lepraria.

## Determinatie
Gewone poederkorst is een poedervormig korstmos. Zoals de meeste leden van het geslacht Lepraria, heeft het korstmos weinig onderscheidende kenmerken, waarbij zowel een medulla als seksuele reproductie structuren (apotheciën) ontbreken. 
Met een loep zijn grote hoeveelheden kleine korreltjes te zien waar het van gemaakt lijkt te zijn. De korrels zijn sorediën en hebben een diameter van ongeveer 50 tot 125 µm. Dit zijn aseksuele voortplantingsstructuurtjes. De kleur is groenachtig grijs van kleur, vaak met een blauwachtige tint. Het heeft een diffuse rand zonder duidelijke lobben, noch een duidelijke cortex en vormt continue plekken met een diameter tot ongeveer 8 cm.
De verwachte resultaten van standaard korstmossentests op deze soort zijn K− of + (met een vage gele kleur), C−, KC−, P− en UV+ (helder geelachtig wit).

## Chemische samenstelling
Het ontbreken van apothecia is niet te wijten aan een onvolledig ontwikkelde symbiose tussen algen en schimmelpartners, zoals eerder werd aangenomen, maar kan worden geïnterpreteerd als een secundaire aanpassing van meer ontwikkelde vormen (zoals aangegeven door de aanwezigheid van complexere chemische producten bij Lepraria-soorten). Chemisch gezien wordt het korstmos gekenmerkt door de aanwezigheid van secundaire chemicaliën die bekend staan divariaatzuur, zeorine en nordivariaatzuur (sporenhoeveelheden). Sommige exemplaren bevatten sporen van atranorine, hoewel dit een verontreiniging kan zijn. Hij bevat ook antrachinonen zoals pariëtine, fallacinal, pariëtinezuur en citreoroseïne. Een chemische analyse van exemplaren van het korstmos uit Japan onthulde verschillende terpenen, waaronder pavoninine-2, terpecurcumine Q, ergosterolacetaat, taxuspine C en lantadeen A-methylester.

## Ecologie
Hij groeit op steen, bomen, hout en op de grond. Hij groeit het liefst op schors aan de voet van bomen op vochtige en deels beschaduwde plaatsen, maar groeit ook op dood hout, kiezelrijke rotsen of aarde. Hij komt veelvuldig voor in tegen regen beschermde schorsspleten van eiken. Hij is niet bijzonder selectief in zijn bastsubstraat en is waargenomen op een grote verscheidenheid aan zowel loof- als naaldbomen.

## Verspreiding
Gewone poederkorst komt veel voor en het gebied strekt zich uit van de boreale zone tot het Middellandse Zeegebied. Hij is wijdverbreid in Europa en Azië. Hoewel men eerder dacht dat het verspreidingsgebied zelfs nog breder was, door waarnemingen uit Noord- en Zuid-Amerika. Onderzoek heeft echter aangetoond dat enkele van de Lepraria incana-lookalikes op die continenten - hoewel morfologisch niet te onderscheiden - genetisch verschillend zijn. Deze zijn beschreven als unieke soorten. Hij is relatief tolerant voor luchtvervuiling en sommige studies hebben het gebruik ervan als biomonitor onderzocht.
In Nederland is gewone poederkorst een algemene soort. Hij is niet bedreigd en staat niet op de Nederlandse Rode Lijst. 